# Karen Beckman
Karen Beckman (nacida como  Karen Bridge, 1960 –2020) fue una deportista británica que compitió en bádminton para Inglaterra en las modalidades individual y de dobles.
Ganó una medalla de bronce en el Campeonato Mundial de Bádminton de 1983 y cuatro medallas en el Campeonato Europeo de Bádminton entre el 1982 y 1986.

## Palmarés internacional
| Representando a Inglaterra |                       |                   |            |
| Campeonato Mundial         |                       |                   |            |
| Año                        | Lugar                 | Medalla           | Prueba     |
| 1980                       | Yakarta (Indonesia)   | Medalla de bronce | Dobles     |
| Campeonato Europeo         |                       |                   |            |
| Año                        | Lugar                 | Medalla           | Prueba     |
| 1982                       | Böblingen (RFA)       | Medalla de plata  | Individual |
| 1984                       | Preston (Reino Unido) | Medalla de plata  | Dobles     |
| 1984                       | Preston (Reino Unido) | Medalla de bronce | Individual |
| 1986                       | Uppsala (Suecia)      | Medalla de bronce | Dobles     |